# 'N Sync
'N Sync (também estilizado como *NSYNC ou NSYNC) foi uma boy band americana de música pop com cinco integrantes: Chris Kirkpatrick, Justin Timberlake, Joey Fatone, Lance Bass e JC Chasez. O conjunto foi formado em Orlando, Flórida, em 1995 e lançado, primeiramente, na Alemanha pela BMG Ariola Munich. Seu álbum de estreia autointitulado foi liberado em países europeus em 1997, e mais tarde estreou no mercado estadunidense com o single "I Want You Back".
Após batalhas legais amplamente divulgadas com seu ex-empresário Lou Pearlman e a antiga gravadora Bertelsmann Music Group, o segundo álbum do grupo, No Strings Attached (2000), vendeu mais de 2,4 milhões de unidades em uma semana, o que foi um recorde por mais de quinze anos. Os dois primeiros discos de estúdio do quinteto foram certificados como diamante pela Recording Industry Association of America (RIAA). Já Celebrity (2001) vendeu 1,8 milhão de cópias em sua semana de estreia nos EUA. Singles como "Girlfriend", "Pop", "Bye Bye Bye", "Gone" e "It's Gonna Be Me" alcançaram os dez primeiros lugares em várias paradas internacionais, com o último sendo número um na Billboard 100, dos EUA .
Além de oito indicações ao Grammy Awards, o NSYNC se apresentou no Super Bowl e cantou o hino nacional americano nos Jogos Olímpicos e na World Series. Eles também cantaram ou gravaram com Elton John, Stevie Wonder, Michael e Janet Jackson, Britney Spears, Phil Collins, Celine Dion, Aerosmith, Nelly, Lisa "Left Eye" Lopes, Mary J. Blige, Alabama e Gloria Estefan. O NSYNC entrou em hiato em 2002 e se reuniu em 2023 para lançar o single "Better Place" para o filme de animação Trolls Band Together (2023) da DreamWorks.
Ao longo de seu hiato, os cinco membros se reuniram ocasionalmente, incluindo no MTV Video Music Awards de 2023 e para receber uma estrela na Calçada da Fama de Hollywood em 2018. A banda completou cinco turnês nacionais e vendeu mais de 70 milhões de discos, tornando-se uma das boy bands que mais venderam gravações de todos os tempos. A revista Rolling Stone reconheceu seu sucesso instantâneo como um dos 25 melhores momentos de revelação de ídolos adolescentes de todos os tempos.

## Biografia

### Formação do grupo e álbum de estreia
Depois de vê-lo cantar em um grupo de hip hop, Lou Pearlman disse à Chris sobre a formação de um grupo musical. Lou disse à Chris que iria financiar o grupo se ele conseguisse encontrar outros cantores. Isso fez Chris chamar Joey, um amigo que conheceu quando trabalhava na Universal Music. Lou, viu o programa Clube do Mickey, e o talento de Justin o agradou. Justin logo que entrou no grupo disse que JC seria perfeito para vocalista principal. Depois, eles saíram à procura de mais um membro. Inicialmente o quinto integrante seria Jason Galasso. Depois de vários ensaios e quando o grupo estava prestes a assinar contrato com a gravadora, Jason desistiu. Ele disse que não gostava do estilo de músicas do grupo e ser famoso nunca foi seu sonho. Depois disso, o professor de Justin, indicou um garoto de 16 anos, chamado Lansten. Lance fez o teste e foi imediatamente aceito no grupo.
O nome do grupo é formado pelas últimas letras dos nomes de seus integrantes: JustiN, ChriS, JoeY, LansteN e JC. De lá, os garotos foram enviados à Suécia, para trabalharem no primeiro álbum. O primeiro single, "I Want You Back" ficou em décimo lugar das mais pedidas. Depois do lançamento do álbum, o grupo inicou uma turnê pela Alemanha e Europa. O álbum *NSYNC, foi lançado em 26 de maio de 1997 e ficou no topo da parada dos mais vendidos.

### Quebrando o mercado americano e batalhas na justiça
O grupo lançou seu segundo single "Tearin' Up My Heart" em abril daquele ano. A música era número um nas rádios e o vídeoclipe número um da MTV. Eles abriram a turnê da cantora Janet Jackson. No final da turnê, o grupo ganhou disco de diamante pelas vendas do álbum que chegou a 10 milhões de cópias.
O grupo passou a ser parte do elenco da série Sabrina Aprendiz de Feiticeira em 5 de Fevereiro de 1999. O 'N Sync também fazia parte do elenco do desenho Pokémon. O terceiro single, "God Must Spent a Little More Time on You" ficou na décima posição e o quarto single, "I Drive Myself Crazy" também. Em Setembro de 1999, o grupo trabalhou com Gloria Stefan, na música "Music Of My Heart" que foi segundo lugar entre as mais pedidas.
Em 1998, o 'N Sync entrou com um processo judicial contra Lou, o acusando de abuso sexual. Depois disso, o grupo assinou contrato com a gravadora Jive Records.

### O sucesso deNo String Attached
Com os problemas vencidos, 'N Sync começou a trabalhar nas músicas de seu segundo álbum. Em janeiro de 2000, o grupo lançou a música "Bye, Bye, Bye" que ficou em primeiro lugar das mais pedidas.
O álbum No String Attached foi lançado no dia 21 de março de 2000. Ele vendeu 10 milhões de cópias. No String Attached ainda é o álbum mais vendido da década. Seu segundo single "It's Gonna Be Me" estreou no topo das paradas. E o terceiro single "This I Promise You" entrou no quinto lugar. No mesmo ano, o grupo lançou o DVD Making The Tour.

### O último álbum
Em 2001 o grupo grava seu terceiro álbum de estúdio, Celebrity. Canções como "Gone", "Girlfriend", "Pop" e "Selfish" garantem o sucesso do grupo. Neste álbum ficou mais visível que o grupo estava cantando em função de Justin Timberlake.
Em abril de 2002, após a turnê do álbum Celebrity, Pop Oddysey Tour; eles decidiram entrar em hiato. Eles originalmente tiveram a intenção de gravar um álbum em setembro daquele ano, mas decidiram dar um tempo por causa de Timberlake, que pretendia seguir carreira solo.
O site oficial do grupo foi desativado em 2006 e em 2007, Lance Bass anunciou que o grupo não voltaria.
Em março de 2010, o site foi ativado por fãs com os links das páginas sociais dos ex-integrantes.

### MTV Video Music Awards de 2013
Em agosto de 2013, rumores de uma possível reunião da banda no MTV Video Music Awards começaram a circular na internet, jornais e tvs de todo o mundo, deixando os fãs da banda em desespero. Uma conta oficial para o grupo foi criada no Twitter, reforçando ainda mais o que estava por vir. Os rumores se confirmaram durante a apresentação de Justin Timberlake na noite de 25 de Agosto de 2013, onde o mesmo apresentou um medley com seus maiores sucessos em carreira solo e alguns hits do grupo, como "Gone", "Girlfriend" e "Bye Bye Bye", com a participação de seus companheiros de grupo. Foi um momento épico no Video Music Awards, após quase 12 anos de hiato do grupo.

### Coachella Valley Music and Arts Festival de 2019
Durante o evento musical norte americano Coachella, os ex-integrantes do grupo nsync, JC CHasez, Lance Bas, Joe Fatone, Chris Kirkpatrick abriram o show da cantora norte americana Ariana Grande, com exceção de Justin Timberlake, que estava em turnê pelos Estados Unidos, mas que parabenizou a performance da Cantora e do restante do grupo através do Instagram.

### Reunião
Em 12 de setembro de 2023, após semanas de teasers e especulações sobre uma possível reunião, todos os cinco membros apareceram juntos nos MTV Video Music Awards de 2023 para apresentar o prêmio Best Pop Award. Em 14 de setembro, foi confirmado que o grupo gravou uma nova música intitulada "Better Place" para o filme da DreamWorks Animation, Trolls Band Together. A música foi lançada em 29 de setembro de 2023, alcançando o primeiro lugar nas listas do iTunes dos Estados Unidos e do Canadá, o quarto lugar nas listas do iTunes global e europeu e o 25º lugar na Billboard Hot 100. Para promover ainda mais o single, a banda apareceu junta no programa de entrevistas do YouTube Hot Ones.
Após o lançamento de "Better Place", Joey Fatone disse que, dependendo do sucesso das novas músicas da banda e do envolvimento contínuo de Timberlake, eles poderiam gravar um novo álbum juntos nos próximos dois anos. Em 13 de março de 2024, o NSYNC se apresentou junto pela primeira vez em mais de dez anos no show One Night Only (ONO) de Timberlake no The Wiltern, em Los Angeles. Eles tocaram "Girlfriend", "Bye Bye Bye" e "It's Gonna Be Me" e estrearam uma nova música, "Paradise", que foi lançada dois dias depois como uma faixa do sexto álbum de estúdio de Timberlake, Everything I Thought It Was.

## Discografia

### Álbuns de estúdio
- 'N Sync (1997)
- Home for Christmas (1998)
- No Strings Attached (2000)
- Celebrity (2001)

### Coletâneas
- The Winter Album (1998)

### Singles
- "I Want You Back"
- "Tearin' Up My Heart"
- "Here We Go" (single europeu)
- "Together Again" (single europeu)
- "For the Girl Who Has Everything" (single europeu)
- "U Drive Me Crazy"
- "(God Must Have Spent) A Little More Time on You"
- "Merry Christmas, Happy Holidays"
- "I Drive Myself Crazy"
- "Music of My Heart" (feat. Gloria Estefan)
- "Bye Bye Bye"
- "It's Gonna Be Me"
- "I'll Never Stop"
- "This I Promise You"
- "I Believe in You" (feat. Joe)
- "Pop"
- "Gone"
- "Girlfriend"

### Outras canções
- "The Lion Sleeps Tonight" (lado B de "For the Girl Who Has Everything")
- "Sailing" (da trilha sonora de Suave Veneno)
- "Somewhere, Someday" (da trilha sonora de Pokémon: The First Movie, 1999)
- "You Don't Have to be Alone" (da trilha sonora de How the Grinch Stole Christmas, 2000)
- "Falling" (da trilha sonora de On the Line — Na Linha do Trem, 2001)
- "That Girl (Will Never Be Mine)" (do álbum Celebrity e também da trilha sonora de On the Line — Na Linha do Trem)
- "When You Wish Upon a Star" (da coletânea Disney Mania, 2002)
- "Better Place" (da trilha sonora de Trolls Band Together, 2023)

## Turnês
- For the Girl Tour (1997) (também conhecido como "I Want You Back Tour")
- 'N Sync in Concert (1998–2000) (também conhecido como "Second II None Tour" em 1998, "Ain't No Stoppin' Us Now Tour", "Boys of Summer Tour" e "The Winter Shows" em 1999)
- No Strings Attached Tour (2000–2001)
- PopOdyssey Tour (2001–2002) (também conhecido como "Celebrity Tour" em 2002)

Como ato de abertura
- The Velvet Rope World Tour (1998)